# الصليب الأحمر الكندي
جمعية الصليب الأحمر الكندي (بالفرنسية: La Société canadienne de la Croix-Rouge)‏  هي منظمة خيرية إنسانية كندية ، وواحدة من 192 جمعية وطنية تابعة للحركة الدولية للصليب الأحمر والهلال الأحمر . تتلقى المنظمة التمويل من التبرعات الخاصة ومن الإدارات الحكومية الكندية. 
يقوم الصليب الأحمر الكندي بتدريب المتطوعين على الاستجابة لحالات الطوارئ والاستجابة للكوارث والمساعدة في حالات الكوارث، ويوفر خدمات الوقاية من الإصابات مثل سلامة الأنشطة الخارجية والتدريب على الإسعافات الأولية . وتساعد الجمعية، من خلال الشبكة الدولية للصليب الأحمر، الفئات الضعيفة من السكان في العالم، بما في ذلك ضحايا النزاعات المسلحة والمجتمعات التي دمرتها الكوارث.  كما تولى الصليب الأحمر الكندي التعامل مع إمدادات الدم الكندية، حتى تم سحب هذه المسؤولية منهم في أعقاب فضيحة الدم الملوث .
الأمين العام الحالي والمدير التنفيذي للصليب الأحمر الكندي هو كونراد سوفي. 

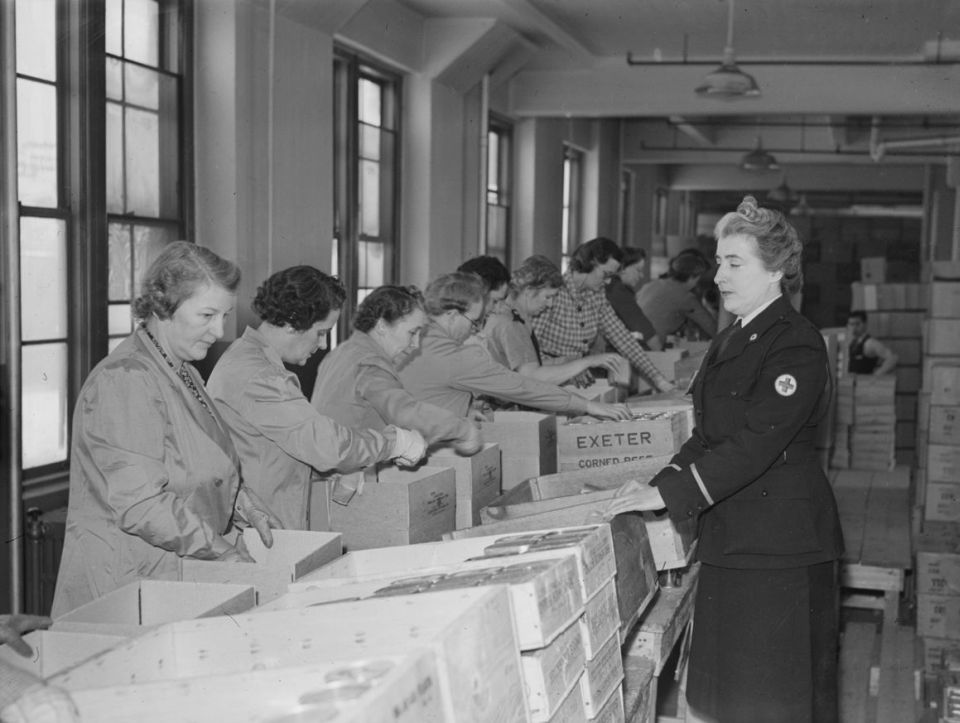
متطوعون من الصليب الأحمر الكندي يقومون بتجميع الطرود لأسرى الحرب خلال الحرب العالمية الثانية.

## أنظر أيضاً
- خدمات الدم الكندية
- قائمة المنظمات الكندية ذات الرعاية الملكية
- قائمة جمعيات الصليب الأحمر والهلال الأحمر
- نصب تذكاري لعمال الإغاثة الكنديين
- اللجنة الملكية للتحقيق في نظام الدم في كندا